# 功績單位嘉獎
功績單位嘉獎（英語：Meritorious Unit Commendation，MUC）是美國制服部隊的單位獎，頒發給美國陸軍、海軍、海軍陸戰隊、海岸警衛隊的單位。
而美國空軍與之相對應的獎項是空軍功績單位獎。